# 下山健人
下山 健人（しもやま けんと）は日本の男性脚本家。父は放送作家の下山啓。東京都出身。

## 来歴
2004年にテレビアニメ『忍たま乱太郎』でデビュー。主にテレビアニメや特撮作品で活動している。浦沢義雄の弟子であり、初期は浦沢や兄弟子である大和屋暁の担当作品への参加が多かった。
2008年から『BLEACH』のシリーズ構成を担当。
スーパー戦隊シリーズには小林靖子の紹介で『侍戦隊シンケンジャー』のスペシャルDVDを担当。翌年の『天装戦隊ゴセイジャー』からテレビシリーズにも参加。『手裏剣戦隊ニンニンジャー』では初のメインライターを務める。

## 人物
師である浦沢は下山の父の仕事仲間であり、忘年会の席で弟子入りすることが決まったという。浦沢は直接教えるのではなく現場に叩き込むスタイルであったといい、まず浦沢の担当作品を数本執筆させられ、書けると判断されると他の番組や知り合いの作品に丁稚奉公に出されたと証言している。
年齢は公開していないが、『銀魂』の脚本陣の中では一番若い。また、インタビューでは『ドラゴンボール』世代であることや、幼少期は仮面ライダーシリーズが放送されていない時代であったことを述べている。
脚本家の小林・横手美智子・池田眞美子らとは一時期飲み仲間であったといい、スーパー戦隊シリーズへの参加もその時に言われたという。
スーパー戦隊VSシリーズをはじめとしてヒーローのコラボ作品や過去のキャラクターのゲスト出演回を担当することが多い。『海賊戦隊ゴーカイジャー』では、プロデューサーの宇都宮孝明から「過去のヒーローに感情を入れすぎないように」と指示されたことで現役ヒーローとゲストヒーローの双方を立てるバランス加減を学んだと述べている。
鉄道ファンであり、新幹線をモチーフとした『新幹線変形ロボ シンカリオン』ではその知識を作品に反映させている。下山は地形や古地図、城郭なども愛好しており、その要素は同作品の登場人物である大門山ツラヌキのキャラクターに反映させている。

## 作品リスト

### テレビアニメ
2004年
- 忍たま乱太郎（脚本）
- 冒険王ビィト（脚本、全52話中8本執筆）
- 焼きたて!!ジャぱん（脚本、全69話中12本執筆）

2005年
- 冒険王ビィト エクセリオン（脚本、全25話中4本執筆）
- ケロロ軍曹（脚本、全357話中51本執筆）

2006年
- 銀魂（脚本、全367話中58本執筆）
- 出ましたっ!パワパフガールズZ（脚本、全52話中6本執筆）
- 武装錬金（脚本、全26話中7本執筆）
- 人造昆虫カブトボーグ V×V（脚本、全52話中7本執筆）

2007年
- ロビーとケロビー（脚本、全52話中10本執筆）
- BLUE DRAGON（シナリオ、全102話中12本執筆）

2008年
- To LOVEる -とらぶる-（脚本、全26話中4本執筆）
- BLEACH（シリーズ構成〈護廷十三隊侵軍篇から〉、脚本、全366話中66本執筆）

2009年
- 戦場のヴァルキュリア（脚本、全26話中7本執筆）

2012年
- NARUTO -ナルト- SD ロック・リーの青春フルパワー忍伝（シリーズ構成、脚本、全51話中22本執筆）
- 貧乏神が!（シリーズ構成・脚本、全13話執筆）

2013年
- はたらく魔王さま！（脚本、全13話中3本執筆）
- サーバント×サービス（シリーズ構成・脚本、全13話執筆）

2014年
- ヒーローバンク（脚本、全51話中9本執筆）
- ノーゲーム・ノーライフ（脚本、全12話中3本執筆）
- ガールフレンド（仮）（脚本、全12話中2本執筆）

2015年
- 俺がお嬢様学校に「庶民サンプル」としてゲッツされた件（シリーズ構成・脚本、全12話執筆）
- 対魔導学園35試験小隊（シリーズ構成・脚本、全12話中8本執筆）

2016年
- 少年アシベ GO! GO! ゴマちゃん（脚本、第1期のみ参加。全32話中7本執筆）

2017年
- 政宗くんのリベンジ（脚本、全12話中6本執筆）
- NARUTO -ナルト- 疾風伝（シリーズ構成（木ノ葉秘伝 祝言日和のみ）、全500話中6本執筆）
- 武装少女マキャヴェリズム（シリーズ構成・脚本、全13話中6本執筆）

2018年
- 新幹線変形ロボ シンカリオン（シリーズ構成・脚本、全76話中57本執筆）
- つくもがみ貸します（シリーズ構成・脚本、全12話中8本執筆）
- デスマーチからはじまる異世界狂想曲（シリーズ構成・脚本、全12話執筆）

2019年
- ナカノヒトゲノム【実況中】（シリーズ構成・脚本、全12話中6本執筆）

2020年
- キミと僕の最後の戦場、あるいは世界が始まる聖戦（シリーズ構成・脚本、全12話執筆）

2021年
- Deep Insanity THE LOST CHILD（シリーズ構成・脚本、全12話執筆）

2022年
- 史上最強の大魔王、村人Aに転生する（脚本）

2023年
- 政宗くんのリベンジR（脚本）

2024年
- 夜桜さんちの大作戦（脚本）

### Webアニメ
2022年
- Shenmue the Animation（シリーズ構成・脚本、全12話執筆）

2023年
- ULTRAMAN FINALシーズン（シリーズ構成・脚本、全12話執筆）

### テレビドラマ
- おわこんTV

#### 特撮
2007年
- 美少女戦麗舞パンシャーヌ 奥様はスーパーヒロイン!
- Kawaii! JeNny

2010年
- 天装戦隊ゴセイジャー

2011年
- 海賊戦隊ゴーカイジャー

2012年
- 特命戦隊ゴーバスターズ

2015年
- 手裏剣戦隊ニンニンジャー（メインライター、全47話中39本執筆）

2016年
- 動物戦隊ジュウオウジャー

2017年
- 獣電戦隊キョウリュウジャーブレイブ（全12話執筆）
- 宇宙戦隊キュウレンジャー

2018年
- 仮面ライダージオウ（メインライター、全49話中28本執筆）

### 映画
2011年
- 天装戦隊ゴセイジャーVSシンケンジャー エピックon銀幕

2013年
- 特命戦隊ゴーバスターズVS海賊戦隊ゴーカイジャー THE MOVIE

2014年
- キカイダー REBOOT

2015年
- 手裏剣戦隊ニンニンジャー THE MOVIE 恐竜殿さまアッパレ忍法帖!

2016年
- 手裏剣戦隊ニンニンジャーVSトッキュウジャー THE MOVIE 忍者・イン・ワンダーランド

2017年
- 宇宙戦隊キュウレンジャー THE MOVIE ゲース・インダベーの逆襲

2018年
- 平成仮面ライダー20作記念 仮面ライダー平成ジェネレーションズ FOREVER

2019年
- 劇場版 仮面ライダージオウ Over Quartzer
- 劇場版 新幹線変形ロボ シンカリオン 未来からきた神速のALFA-X

### オリジナルビデオ
- 侍戦隊シンケンジャー スペシャルDVD 光侍驚変身
- 帰ってきた特命戦隊ゴーバスターズVS動物戦隊ゴーバスターズ
- 帰ってきた手裏剣戦隊ニンニンジャー ニンニンガールズVSボーイズ FINAL WARS
- 動物戦隊ジュウオウジャー スーパー動物大戦
- 宇宙戦隊キュウレンジャー Episode of スティンガー

### ネットムービー
- ネット版 仮面ライダーウィザード イン マジか!?ランド「仮面ライダー刑事」
- 仮面戦隊ゴライダー

### 漫画原作
- TOKYO WONDER BOYS（漫画：伊達恒大、『週刊少年ジャンプ』2014年14号 - 24号、全1巻）
- あの採石場で花束を（漫画：まいたけ、『コミプレ』2025年4月5日[11] - ）

### その他
- 「動物戦隊ゴーバスターズ」(山形ユキオ) - 作詞
- うちのおししょう（宇宙船連載/ホビージャパン） - 漫画連載[1]
- 「からっきし」(大久保桜子) - 作詞
- 「宇宙戦隊キュウレンジャー 泣かせろ! タマキュウ一座大一番!」 - 脚本
- 「小説 仮面ライダージオウ」（2021年、講談社キャラクター文庫）